# 1976년 탕산 대지진
1976년 탕산 대지진(중국어: 唐山大地震 탕산다디전[*]) 또는 1976년 탕산 지진(중국어 (중국): 唐山地震 탕산디진, 영어: 1976 Tangshan earthquake) 혹은 7.28 탕산 지진은 1976년 7월 28일 오전 3시 42분, 7월 28일 오후 6시 45분(현지 시각)에 두 차례 중국 허베이성 탕산시 주변 지역을 강타한 모멘트 규모 Mw7.6의 지진이다. 지진의 최대진도는 수정 메르칼리 진도 계급 기준 XI이다. 탕산시 바로 아래에 숨어 있던 탕산 단층에서 일어난 지진이다.
지진 직후 탕산시의 건물 85%가 붕괴되거나 사용 불가능 수준으로 파괴되었고 모든 사회 서비스가 중단되었으며 고속도로와 교량 대부분이 붕괴되거나 심각한 손상을 입었다. 중국 측 공식 보고서에 따르면 탕산시에서 242,769명이 사망하고 164,851명이 중상을 입었다고 발표했지만 실종자와 나중에 사망한 부상자, 인근 베이징과 톈진에서의 사망자를 고려하면 최소 30만명이 사망했다고 추정되며 이는 근대 기록상 가장 많은 사망자가 발생한 지진이자 중국에서 사망자가 가장 많은 자연재해 중 하나로 꼽힌다.
탕산 지진은 중국의 문화대혁명 말기에 일어난 지진으로 마오쩌둥은 지진 발생 당시 이미 병환으로 누워 있었다. 마오쩌둥은 지진 발생 6주 후인 1976년 9월 9일 사망했고, 이 사건이 탕산 지진의 큰 피해와 정치적 여파로 합쳐져 사인방의 몰락과 문화대혁명의 종식으로 이어졌다.

## 지질학적 환경

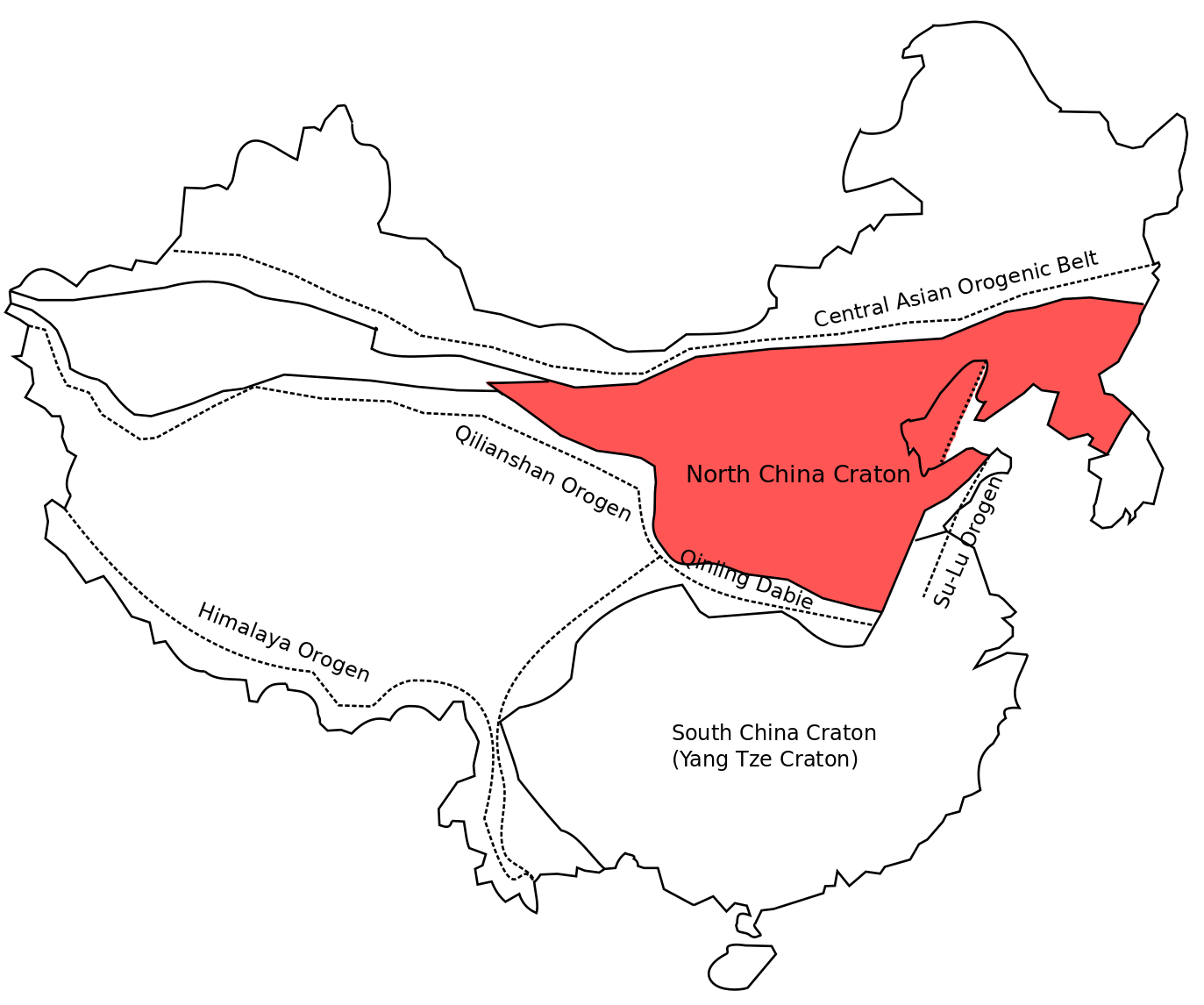
북중국 강괴와 주변 지질의 모습. 탕산은 북중국 강괴 한가운데에 자리잡은 곳이다.

탕산은 베이징에서 보하이해까지 이어지는 충적 평야인 베이징-톈진-탕산 평야의 북쪽 끝에 있다. 화베이 평원 동북쪽 끄트머리에 있는 이 평원은 북쪽의 옌산산맥에서 침식된 퇴적물이 약 4천년 전 해안선과 매우 가까웠던 탕산 지역과 함께 고대의 보하이만이 매꿔진 곳이다. 이보다 남쪽에서는 퇴적물이 약 3 km 두께로 쌓여 약한 토양층을 형성했다. 탕산 이북부터는 이 퇴적물층이 더 얕아지고 그보다 아래에 있는 지층이 고립된 언덕을 형성한다. 이 기저지층은 석회암이나 사암과 같은 주로 퇴적층으로 이루어진 두꺼운(평균 10 km) 층이며 석탄이 많이 존재한다. 탕산은 특히 동북쪽 주향의 주향사 위에 있어 퇴적층이 접혀 채굴할 수 있을 정도로 표면에 가까운 곳에 막대한 양의 석탄이 매장되어 있다. 이 지역의 충적층은 두께가 수 미터에서 약 600 m까지 다양하게 분포한다.
이 모든 지층의 기저에는 북중국 강괴의 동부 지각괴를 형성한 여러 종류의 변성암(결정편암, 편마암, 규암, 백립암 등)으로 이루어진 고대 기반암이 있다. 이 강괴는 약 20억년 전 두 개의 주요 지각괴가 충돌해 융기하여 형성된 중국을 서남쪽에서 동북쪽으로 가로지르며 베이징의 서쪽과 북쪽을 통과하는 산맥인 중앙(화) 조산대(OCB)가 만들어지면서 형성되었다. 중부 산맥 바로 북쪽에 있는 또 다른 조산대인 동서 방향의 옌산산맥 단층-습곡대(혹은 옌산산맥 지진대)는 북중국 강괴(와 충적평야)의 북쪽 경계를 이룬다. 이 단층대는 평원 아래 중앙 조산대와 평행한 방향으로 옌산산맥을 향해 여러 단층이 종단하기 때문에 허베이성에서 발생하는 대지진의 절반 이상이 발생하는 곳이다.
이곳 단층의 대부분은 오래되었지만 인도판과 유라시아판이 충돌하면서 전달된 힘으로 다시 활성화되어 동부 지각괴는 기록된 역사상 사망자가 많은 지진 10개 중 6개를 차지할 정도로 비정상적으로 많은 지진 활동이 일어난다.
7월 28일 파열된 탕산 단층은 탕산시의 중심 바로 아래를 지나간다. 탕산 단층은 창둥 단층대에 있는 3개 단층분절 중 하나로, 동북동쪽으로 약 36 km로 뻗어 있으며 바로 남쪽에서 아래 '지진' 문단의 지도에서 B로 표시된, 규모 M7.1의 2차 지진이 발생한 남북 주향의 단층과 만나는 지점까지 이어져 있다. 탕산 단층의 남쪽 끝(탕산시에서 약간 구부러져 있음)은 닝허 부근에 있으며 이곳은 본진 발생 수 시간 후 규모 M6.2의 지진이 발생한 곳이며 이듬해 11월에는 규모 M6.9의 지진(지도의 C)가 발생한 곳이다. 탕산 단층은 깊이가 매우 얕은 단층이지만 주변의 다른 단층보다는 좀 더 젊고 깊이가 깊은, 특성이 다른 단층이다.

## 지진
탕산 지진은 두 차례의 큰 지진으로 구성되어 있다. 첫 지진은 새벽 3시 42분 56초(현지 시간)에 탕산시 남쪽으로 약 12 km 깊이 지점에서 발생했다. 지진 발생 직후에는 규모 M8.1로 추정했으나 이후 모멘트 규모 Mw7.6으로 정정되었다. 하지만 모멘트 규모는 지진으로 방출된 총 에너지만을 측정하며, 실제 지진의 피해는 이 에너지가 지진의 진동으로 얼마나 변환되는지에 따라 달라진다. 탕산 지진은 발생 진원 깊이가 상대적으로 얕았기 때문에 대부분의 에너지가 흔들림으로 전환되었고 표면파 규모 기준 Ms7.6(중국 표면파 규모 Ms7.8)로 측정되었다. 이 지진은 "경사가 거의 수직에 가까운 N40°E 방향 우수향 주향이동단층에서 발생한" 지진으로 지진으로 미끄러진 단층의 동남쪽 지각은 서남쪽으로 약 3 m 미끄러졌다. 이런 움직임은 거의 서-동을 주향으로 하는 지각의 압축력 때문에 발생했다. 표면의 지반 파열은 탕산 중심부에서 약 8 km 길이에 이르는 총 5개 단층 구간에서 보였다.
1차 대지진과 2차 대지진 사이에 톈진 북부 교외의 닝허구와 탕산 교외의 동광구 등에서 규모 M4.0~5.5 사이의 여진이 총 14차례 발생했는데 이 중 첫 여진은 1차 지진 25분 후인 현지 시각 4시 7분 14초에 발생한 M4.8의 여진이다. 여진으로 무너진 건물에 갇힌 사람들과 건물에서 옷가지 등을 찾으러 돌아다닌 사람들이 사망했다.
두 번째 대지진은 같은 날 18시 45분경 1차 대지진에서 동북동쪽으로 약 70 km 떨어진 탕산 단층의 동북쪽 끄트머리 바로 남쪽의 롼저우시(오른쪽 지도의 B)에서 규모 Mw7.4, Ms7.4로 발생했다. 이 지진은 탕산 단층의 북쪽 끝을 가로지르는 북북서를 주향으로 하는 사교단층 지역에서 발생했다. 이곳에서의 좌수향 움직임과 탕산 단층에서의 우수향 움직임은 서쪽과 동쪽의 지각괴가 함께 압축되면서 두 지진 사이의 지각괴가 남쪽으로 눌러지고 있음을 보여준다.
이어서 규모 M6 이상의 여진이 12차례 발생하는 등 큰 여진이 이어졌다. 이 중 첫 번째 여진은 1차 대지진 발생 후 3시간 반이 지난 7시 17분경 탕산 단층 남쪽 끝인 닝허구 지역(지도에서의 C 지역)에서 발생한 지진으로 규모 Ms6.2이다. 11월에도 닝허 인근에서 규모 Ms6.9의 또 다른 여진이 발생했다. 대부분의 여진은 길이 140 km, 폭 50 km 사이의 진원역 사이에서 발생했다. 여진으로 인해 수많은 건물이 추가 피해를 입었다.
탕산 지진의 여진은 21세기에도 활발하게 일어나고 있다. 2012년, 2016년, 2019년에도 Ms4.7~4.9의 지진이 발생했다. 2020년 7월 12일에는 탕산 단층 북부에서 규모 Ms5.1의 2020년 탕산 지진이 발생했다. 이 지진으로 2020년 7월 17일까지 여진이 집중적으로 발생했다. 2020년 지진은 탕산의 여러 건물에 경미한 피해를 일으켰다. 2020년 탕산 지진은 1976년 탕산 지진의 여진인지, 아니면 그와 상관없이 일어난 배경지진인지에 대해 과학계 사이에서 논쟁이 이어지고 있다.

## 피해
지진으로 발생하는 피해의 정도는 크게 두 가지 요인에 따라 결정된다. 첫째로 흔들림의 강도인데 이는 지진으로 파열된 단층의 크기, 진원과의 거리, 피해지역의 토양이나 지형 특성에 따라 달라지며 특히 토양이 퇴적물이나 부드러운 모래와 같은 경우 흔들림의 강도와 그 시간이 더 증폭되기 쉽다. 둘째로 구조물의 설계와 구조가 흔들림에 취약한 정도인데 특히 어도비나 석조로 지어진 주택, 골조가 제대로 구축되지 않은 목조 주택, 철근 없는 석조 구조물이 특히나 지진에 취약하다. 탕산 지역의 지진위험도는 특히나 과소평가되었고 거의 모든 건물과 구조물이 지진에 대한 고려 없이 설계, 건설되었다. 이 결과 탕산은 "주로 보강재 없는 벽돌로 지어진 건물"로 이루어진 도시가 되었는데 탕산은 주요 단층대 바로 위에 놓여 있는 도시였다.
탕산 지진의 세기는 진앙에서 최대 1,100 km 떨어져 있는 중국 동북부 둥베이 대부분과 몽골, 대한민국에서도 느껴질 정도였다. 진앙에서 140 km 떨어진 베이징과 인근에서는 중국 진도 계급 기준 진도 VI의 흔들림을 느껴 베이징 전역의 건물 중 10% 정도가 파손되었고 최소 50명의 사망자가 발생했다. 지진 피해 면적은 3만 km2에 달했고, 주택 530만채 붕괴의 피해가 발생했다.
지진으로 인한 피해액은 직접적 손실액 54억 위안, 총 피해액은 100억 위안에 달한다.

### 진도 X~XI 지역
단층 파열은 도시 남쪽 아래에서 시작하여 도시 한가운데를 관통하는 단층을 따라 동북쪽 방향으로 퍼졌다. 지진의 최대 진도는 12단계의 중국 진도 계급 기준 XI이다. 도시의 거의 모든 건물과 구조물이 전체적, 혹은 부분적으로 붕괴되었으며 기반시설이 심각하게 손상되었고 전력, 상하수도, 통신과 같은 필수 시설이 완전히 중단되었다. 가장 큰 피해를 입은 지역은 철도망을 중심으로 한 길이 약 10.5 km, 폭 3.5~5.5 km의 영역이다.
신축 1층 벽돌 건물 정도만 "파손되거나 약간 손상"을 입고 나머지는 심각한 손상을 입거나 붕괴되는 진도 X 영역은 길이 36 km, 폭 15 km의 영역이다. 이렇게 매우 강한 진도를 느낀 영역(지도의 빨간 윤곽선 안에 있는 진도 X~XI 지역)에서는 고속도로 교량 20개, 철도 교량 5개가 탕산 시내의 더우허강을 가로질렀는데 지진으로 이 중 6개 교량만 약간의 손상을 입고 무너지지 않았다.

### 진도 VIII~IX 지역
진도 IX 이상의 흔들림을 느낀 지역은 길이 약 78 km, 폭 약 42 km의 1,800 km2 영역(지도에서의 주황 선 영역) 안의 구역이며 롼셴과 닝허에서 일어난 여진이 일어난 진앙 바로 인근에서도 IX 이상 흔들림이 느껴졌다. 이 지역에서는 제III종(목제, 벽돌, 철근 콘크리트로 잘 지어진 건물)으로 분류된 건물은 무너지지 않았으나, 여러 제II종 건물(일반적으로 골조가 잘 짜여지지 않은 오래된 건물로 도시 외곽에서 흔히 볼 수 있음)이 붕괴되었으며 대부분의 제I종 건물(어도비 혹은 석재로 지어짐)이 붕괴되었다.
톈진시 외곽(바깥쪽 주황색 선)과 일부 시골 지역에서는 진도 VIII의 강한 진동이 닥쳐 주로 I종 건물(절반 이상이 붕괴), 교량, 높은 벽돌굴뚝에 큰 피해를 주었다. 철도 선로도 지반 상태에 따라 구부러지거나 끊어졌다.

### 진도 VII 지역
진도 VII의 흔들림을 느낀 영역(지도에서의 짙은 갈색 선 안쪽)은 중간 정도의 피해를 입은 지역이며 많은 (설계 혹은 시공이 부실한) 제I종 건축물이 손상되었지만 10~30%의 '소수'만이 붕괴되었고, 제II종 건축물은 극히 일부만이 피해를 입었다. 이 타원형 영역은 탕산을 중심으로 남북 약 75 km, 동서 약 120 km 넓이로 서쪽으로는 베이징에서 약 25 km 떨어져 있는 지역부터 동쪽으로는 (비정상적으로 더 큰 진동이 있었던) 친황다오시까지, 남쪽으로는 보하이만서부터 북쪽으로는 쭌화시까지의 영역에 해당한다. 강한 흔들림을 느낀 영역이 남북 길이가 더 짧은 이유로는, 북쪽의 옌산산맥 암반이 지반을 받혀 그 북쪽으로는 흔들림을 줄였기 때문이다.
진도 VI의 흔들림을 느낀 지역에서도 뚜렷한 피해가 발생한 곳이 있었지만 베이징과 마찬가지로 10% 이하의 건물에만 피해가 갔거나 국지적으로 매우 작은 영역에만 피해를 입혔다.
지진 자체는 멀리 시안시까지도 흔들림이 느껴졌다. 당시 마오쩌둥 주석은 중병에 걸려 있어 움직이지 못하고 경호원들에게 실려 급히 안전한 지역으로 이송되었다. 통신 장비가 파괴되어 베이징에 있는 중화인민공화국 국무원은 지진 소식을 탕산시에서 베이징으로 보낸 자동차(구급차) 연락원을 통해 전달받았다.

### 탄광 피해
탕산시의 주요 산업은 탄광의 석탄 채굴 작업으로 지진 발생 당시 약 1만명의 광부가 탄광 안에서 작업 중이었다. 대부분의 탄광에서 광산 터널은 큰 피해를 입지 않았지만 전력 공급이 끊기면서 헤드램프를 제외한 조명, 환기시설, 작업용 리프트가 작동하지 않았다. 대부분의 광부는 지진 발생 후 수 시간 내에 탈출했지만 몇몇 광부는 지진 발생 2주 후에야 지상에 닿았다는 증언이 있다. 탄광 자체의 인명 피해는 크지 않은 편이었는데, 탄광이 무너진 곳은 없었다.
탄광이나 여러 굴이 파괴되지 않았던 데에는 두 가지 이유가 있는데, 하나는 땅 속의 지진파 진폭은 지표면상에서의 진폭의 절반이라 흔들림이 약했고, 탄광이 단면이 원형 혹은 타원형이라 구조적으로 안정한 형태여서 지진으로 구조파괴가 거의 일어나지 않았다.
수직 갱도에서 발생한 피해는 대부분 물이 함유된 충적층을 통과하는 첫 50 m 이내 깊이에서 발생했다. 대부분의 경우 물을 막기 위해 지어진 콘크리트제 외벽이 지진으로 금이 가면서 (특히 제대로 시공되지 않은 경우) 물이 터져 갱도 안으로 유입되었다. 지하 배수 체계가 손상되고 펌프를 돌릴 전력도 지진으로 부족해지면서 여러 탄광 중 상당수가 침수되었다.
광산의 일부 전력은 지진 발생 3일만에 복구되었고 일부 석탄 생산은 지진 10일만에 다시 재개되었다. 하지만 광산에 가득 찬 물 빼기, 침수된 장비 점검, 지상과 지하 구조물 재건사업은 지진 1년 반 이후에도 계속되었고 1977년 말이 넘어서야 지진 이전 석탄 생산량을 복구했다.

### 철도망 피해
징산 철로(베이징-산하이관 철로, 1887년 건설)는 베이징 동남쪽에서 톈진시 탕구구까지 이어지다가 동북쪽으로 방향을 틀어 융딩신강을 건넌 후 하구를 지나 닝허구와 탕산까지 이어지는 복선 I급 간선철도다. 탕산에서 다시 동북쪽으로 이어져 청리까지 이어진 후 친황다오시 산하이관구까지 닿는다. 이 철도는 베이징, 톈진, 탕산을 각 항구와 중국 둥베이 지역과 잇는 주요 통로이다. 퉁저우-퉈쯔터우(현 롼저우시) 철로(1976년 건설)는 베이징 동쪽 외곽에서 탕산 동북쪽의 베이징-산하이관 철로가 교차하는 지점까지 동쪽으로 쭉 운행(M7.1 지진의 진원 인근)하는 단선 I급 간선철도이다. 이 모든 철로는 "내진 설계 고려 없이 전부 지어졌고" 1975년 하이청 지진 이후가 되어서야 베이징 철로국이 일부 대형, 중형 교량에 대한 일부 내진 보강 조치를 취했다.
이 중요한 대동맥 철로(및 기타 철로와 지선)은 지진으로 심각한 피해를 입었으며 주로 진도 IX 이상을 관측한 지역에서 큰 파괴가 일어났다. 이 지역에는 탕산 주변 넓은 지역과 이후 규모 M6.9, M7.4의 여진이 발생한 닝허, 롼저우 주변 지역도 포함된다. 본진 당시 피해 지역에는 징산 철로 노선을 운행하는 화물 열차 28량과 여객 역차 7량이 있었는데 이 중 화물 열차 7량과 여객 열차 2량이 레일 이탈로 탈선했으며 대부분의 사고는 노반이 약한 충적층, 홍적층 및 연약한 모래 위에 건설된 탕산 남쪽에 집중되었다. 이러한 경우와 비슷하게 탕산 동북쪽과 펑룬구 동쪽의 퉁셴–퉈쯔터우 노선에서도 연약한 노반 토양으로 철도 노반이 붕괴된 경우가 많았다. 그 외의 경우에도 노반은 유지했어도 레일이 가로로 압축되어 휘어지는 경우도 많았다.
대부분의 건물이 붕괴되고 전력도 끊겨 신호기를 포함한 통신과 물 공급(증기 기관차용)이 함께 중단되어 철도 운영도 심각한 피해를 입었다. 하지만 제일 심각한 피해는 수리에 가장 많은 인력과 시간이 들어가는 교량과 관련된 피해이다. 가장 해결이 어려운 문제는 연약하거나 액상화된 토양으로 제방이 강으로 미끄러져서 유실되어 교각 전체가 이동하는 경우였다. 더 빈번하게 나타난 문제로는 인근 제방이 지진으로 침하되어 다리가 아래로 무너져 레일이 교각에 대롱대롱 메달려 있는 경우였다. 이 외에 부실한 설계와 시공으로 콘크리트 교각과 다리가 손상된 사례도 많았다. 다만 하이청 지진 이후 보강 공사를 거친 교량은 약간의 손상만 입고 무너지지 않았다.
진도 VII 이상 영역에서 발생한 노반 손상은 주로 연약한 토양과 높은 지하수위와 깊은 관계가 있다고 관찰했다. 이와 반대로 지하수위가 매우 깊고 단단한 토양 위에 지어진 탕산시의 다리와 레일은 진도 XI의 매우 강한 흔들림에도 거의 손상을 입지 않았다.
철도의 긴급 수리를 위해 42,000명 이상을 동원했다. 퉁저우-퉈쯔터우 철로는 8월 3일, 베이징-산하이관 철로 단선은 8월 7일, 양 복선은 8월 10일 복구되었으나 이후에도 임시 교량으로 복구되었고 수리가 완료되지 않은 곳이 많아 이후에도 제한된 낮은 속도로 운행했다.

## 사망자수

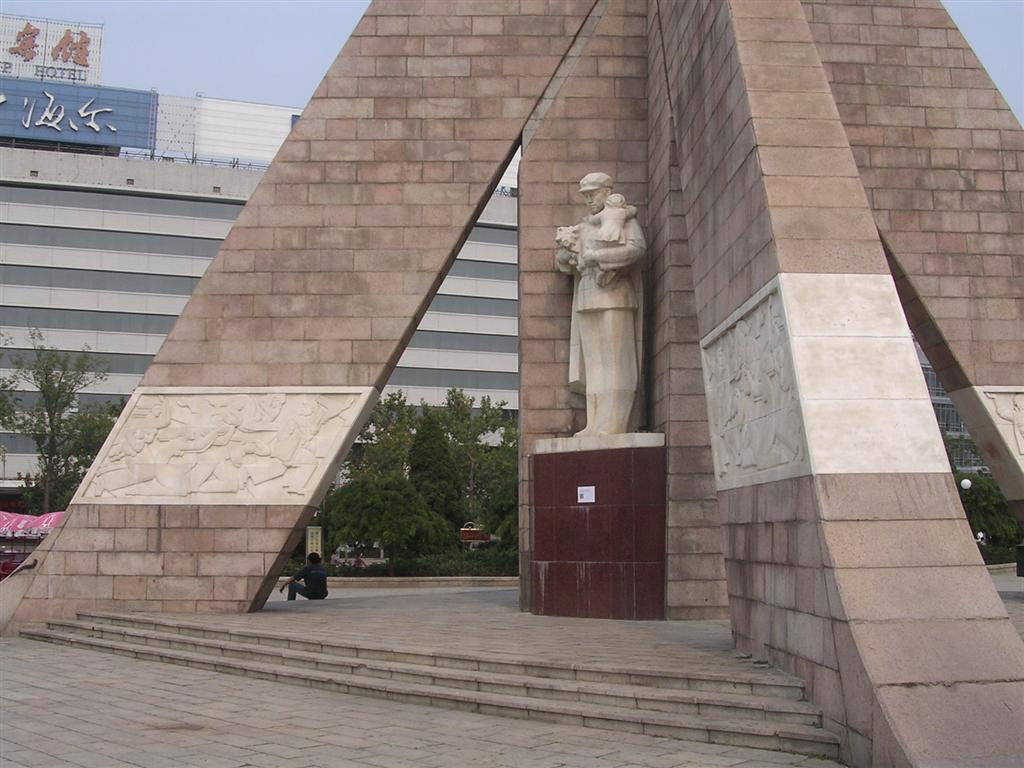
톈진시에 있는 탕산대지진 톈진시항진기념비의 모습.

공식 보고서에서는 탕산에서 242,769명이 사망하고 164,851명이 중상을 입었다고 집계했지만 '실종자'와 이후 사망한 부상자, 인근 베이징과 톈진 지역의 사망자를 고려하면 학자들은 최소 30만명 이상이 사망했다고 추산해 중국 역사상 가장 사망자가 많은 지진 중 하나이자 사망자수 순으로 중국에서 일어난 가장 큰 자연재해로 평가받는다. 사망자수에 대한 비공식적 추정치는 매우 다양하며 대부분 명확한 근거가 부족하다.
탕산 지진으로 총 4,204명의 고아가 발생했으며 이는 지진 후 재난작업을 더욱 어렵게 만들었다. 164,000명 이상이 중상을 입었고 7,200가구 이상이 사망했다. 지진으로 탕산시 당위원회 제1서기였던 리웨눙과 시당위원회 제1서기 대행 뉴융 등 지방 및 지자체 당지도자 10명도 사망했다.

### 초기 추정치
공식적인 사망자수가 지진 발생 3년 후에나 공개되었기 때문에 그동안 다양한 추정치가 나왔다.
중국 외 국가에 지진 소식이 처음으로 전해진 것은 1976년 7월 28일 미국의 국제 쓰나미 경보 센터(ITIC)가 처음에 규모 M8.1로 추정되는 아주 '격렬한' 지진이 베이징 인근에서 발생했다고 보고한 것이다. 센터장 조지 파라카스카라야나스 박사는 "인구 밀집 지역에서 지진이 발생하여 상당한 피해가 예상된다"고 발언했고 이것이 보도되었다.
다음 날 뉴스 보도에 따르면 지진의 진앙은 "베이징에서 동남쪽으로 약 160 km, 톈진에서 동북쪽으로 약 101 km 떨어진 지역"으로 거의 정확하게 "탕산 직하"라고 전했다. 중국공산당 중앙위원회도 지진이 "여러 인명과 재산에 큰 손실을 입었다"라는 성명을 방송했다. 탕산에서 나온 첫 보고서에서는 "도시의 거의 모든 건물이 ... 납작해졌다"고 밝혔다. 진앙에서 약 160 km 떨어진 베이징에서만 50명이 사망했다는 보고가 여러 차례 들어왔다. 그 외 여러 서방 신문에서도 8월 초까지 사망자가 10만명에서 최대 100만명이 될 수 있다는 추정 보도를 내보냈다.
탕산 지진에 대한 서적을 쓴 작가 스티븐 스피그네시는 지진 발생 수 일 후 조지 파라카스카라야나스는 UPI(국제합동통신)에 1556년 산서성에서 발생한 비슷한 규모의 대지진에서 83만명이 사망했다는 기록을 근거로 탕산 지진의 사망자가 70~75만명으로 추정된다고 말했다. 파라카스카라야나스의 현재 개인 홈페이지에 따르면 이 추정치가 누가, 어떤 근거로 만들어졌는지는 언급하지 않고 "최소 655,000명이 사망했다고 상당히 정확하게 추산했다"라고 말하고 있다.
8월 타이완의 국민당 정부는 중국 내 정부 관료에 따르면 사망자수가 10만명이 넘고 부상자수는 약 90만명에 달한다고 발표했다. 또한 "탕산의 거의 모든 건물이 무너졌고" 톈진의 주택과 건물 80%가 "어느 정도 이상의 피해"를 입었다고 말했다.
이듬해인 1977년 1월 국민당은 전년 8월 허베이성 당위원회와 허베이성 혁명위원회가 구호 사업에 대한 긴급회의를 열 때 발표했다고 밝힌 문서를 공개했다. 이 문서에 따르면 "탕산, 펑난, 펑원 등 심각한 피해를 입은 지역에서 655,237명이 사망했다. 약 79,000명이 중상을 입었고 약 700,000만명이 다양한 정도의 부상을 입었다"고 전했다. 이 수치가 널리 인용되었으나 수치가 어떻게 집계되었는지, (지진 발생 후 처음 며칠간 만들어진) 초기 추정치인지 혹은 더 확실한 근거가 있는 수치에 대해서는 알려져 있지 않다.
다음 해 6월에는 중국 정부가 지진학자 시나 롬니트스에게 탕산 지진에 대한 자료를 제공했다. 이 때 나온 수치가 공개되진 않았으나 발표된 추정치를 직접적으로 부인하진 않았다.

### 공식 집계치

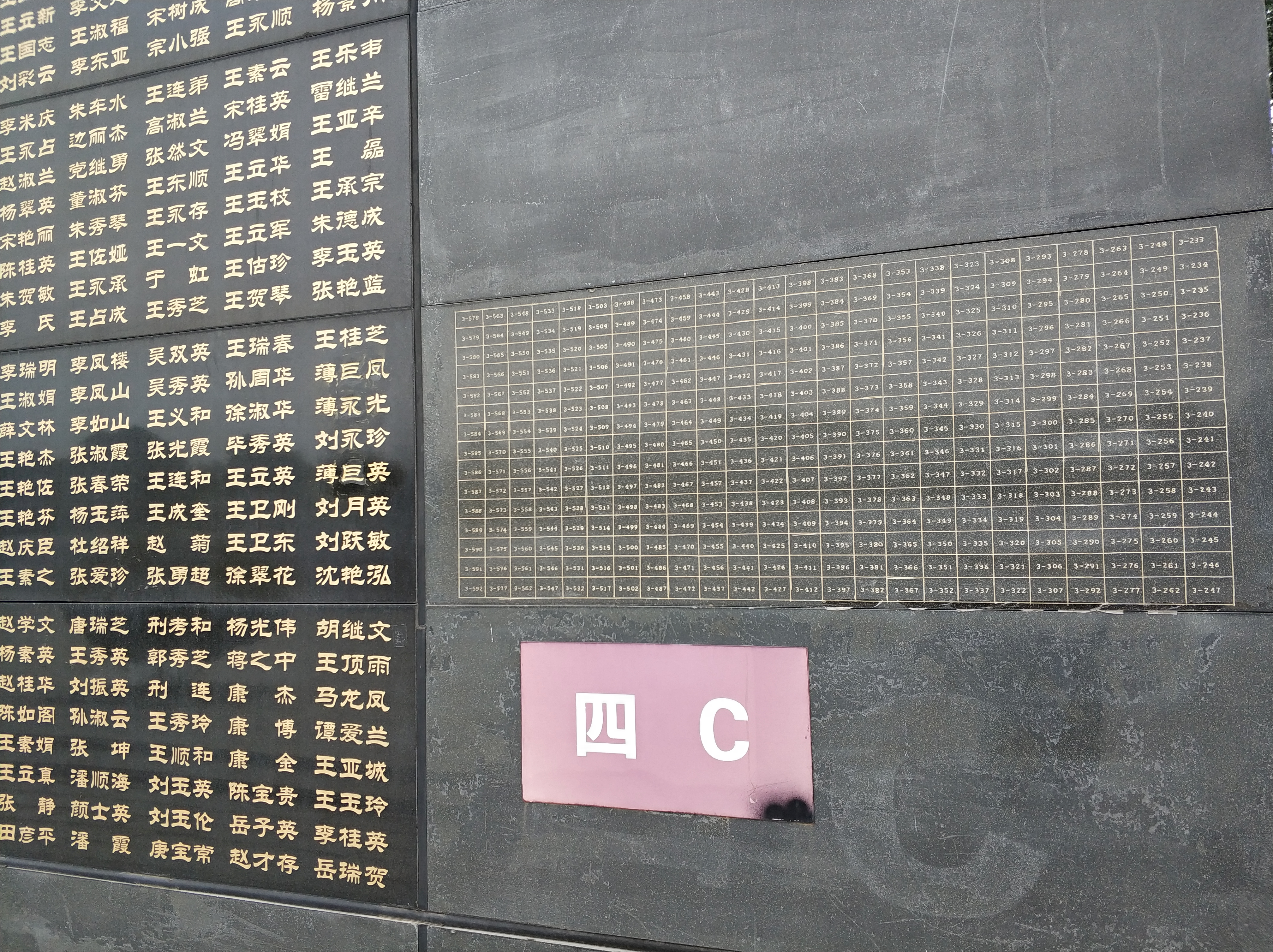
탕산지진유지기념공원에 있는 탕산 항진기념비의 4C 부분 단락 기념비에 새겨진 탕산 지진 사망자의 이름들

1976년 8월 25일 탕산 혁명위원회가 내부적으로 배포한 재난 첫 요약보고서에서는 "탕산에 속한 시, 현에서 총 261,000명이 사망해 사망률이 3.7%에 달했다. 탕산시에서는 191,000명이 사망해 타 현보다 사망률이 높았다."라고 기록했으며 1976년 9월 22일 탕산시 내부로 유포된 또 다른 재난 요약보고서에서는 263,299명이 사망하고 17,599명이 행방불명 상태라고 기록되었다.
지진이 발생한 지 3년 후인 1979년 11월 22일 열린 중국 제1차전국지진업무회의 및 중국지진학회 창립회의에서 "총 사망자 242,000명, 중상자 164,000명"이라는 내부적으로 공개된 정보를 신화통신사 특파원이 이를 공개적으로 보도해 달라는 요구 끝에 학회장과 중국지진국 과학연구부 국장으로부터 허가를 받아 이를 보도했다. 1979년 발표된 공식 사망자수는 타 지역에서 치료를 받고 돌아오지 않은 '미귀국자'를 어떻게 처리했는지 설명되어 있지 않았다. 예를 들어 탕산시의 중상자는 167,439명인데 이 중 10만명 가까이가 치료를 위해 타 지역으로 이송되었는데 이 중 88,230명만 탕산으로 돌아왔으며 나머지 79,209명의 행방은 알 수 없었다. 또한 탕산시 혁명위원회가 베이징과 톈진을 제외한 탕산시 지역에서만 26만명이 넘는 사망자를 집계했다는 자료를 사용하지 않은 이유도 제대로 설명하지 못했다.
공식적으로 발표한 사망자수는 약 24만명이나 정확한 사망자수는 각 기관별로 다르다. 1982년 중국 지진출판사가 출간한 《지진: 지난 20년간 대지진 피해》에서 나온 수치에는 242,769명이 사망하고 164,851명이 중상을 입었다고 집계했다. 1988년 중국 국가지진국에서 발간한 서적에 따르면 탕산 지진의 사망자는 국영언론 신화통신사가 발표한 수치를 그대로 인용한 242,419명이다. 2009년 중국 지진국 홈페이지에서 발표한 수치도 1982년 초 탕산 지진의 연구를 그대로 인용해 "242,769명이 사망, 164,851명이 중상을 입었다"고 소개하고 있다.
그 외 여러 보고서에서는 정확한 출처를 명시하지 않고 중국 정부의 공식 사망자수가 "275,000명이다"라고 언급하고 있다.
2017년 탕산지진유지기념공원의 탕산 항진기념비에서는 사망자 유가족이 등록한 사망자 명단 246,465명의 이름이 적혀 있다.
허베이성 내 공식 사망자수는 1979년 12월 18일 허베이성 혁명위원회에서 "탕산시의 사망자수는 135,919명, 중상자수는 81,630명이며 탕산시 및 인근 현(유량민 포함)의 사망자수는 217,495명, 중상자 142,366명으로 집계되었다"라고 발표했다.

## 재건
탕산 지진 발생 10일 후, 국무원은 탕산 재건 계획을 수행하기 위한 실무단을 파견했다. 1978년 2월에는 국무원이 탕산 재건에 관한 보고서를 발표했다. 1979년부터 탕산시의 대규모 복구 및 건설이 본격화되면서 중국 전역 53개 건설지원부대에서 온 10만여명의 인력이 탕산에 모였다. 국가건위와 국무원 탕산지진구호재건사령부는 "학단2"(学邯二) 운동을 시작해 한단시 제2건설공사 2,800명 인력이 탕산 중건건설대군의 1/50 가량을 차지해 24호 소구(지진 이후 최초의 주거 지구), 25호 소구, 49, 51, 52호 소구, 다칭 10호 소구, 탕산 항진기념관, 시난 교통대학 탕산분교, 탕산 냉장저장고 및 기타 여러 건설 계획을 맡아 탕산시 건설 초기 과정에서 건축 면적이 전체 계획의 1/10 가량을 차지했고 "건설노동자 및 피해주민의 일시불 건설비용 지원" 등의 과학적 관리 체계를 만들어 공사 내 건설 산업의 종합적인 효율성을 높여 1986년까지 탕산 8개년 재건계획에서 우수 비율 95%, 건설 생산액 2억 2천만 위안, 주택 129만 m2를 제공했다. 1981년 11월 4일에는 중국공산당 중앙정치국 상무위원회 위원이자 사무국 총서기인 후야오방이 탕산을 방문해 "전국 노동계급의 영광"이라며 재건 사업을 칭찬하며 탕산의 재건을 선포했다.

## 지진 예측 문제
탕산 지진의 예측 여부는 지진학 뿐 아니라 정치적으로도 큰 의미를 가지고 있다. 당대의 중국은 인민의 적을 탄압하고 죽음으로 몰아가는 정치적 격동기인 문화대혁명을 겪고 있었는데, '지식인' 계층은 인민의 적들 중 하나였으므로 많은 연구자와 과학자들은 죽음의 위기에 놓여 있었다. 당시 총리였던 저우언라이가 "과학자들을 문화대혁명의 유린으로부터 보호"하기 위해 세운 방책 중의 하나는 그들에게 국가적 임무를 맡기는 것이었다. 저우언라이는 1966년 총 8,064명이 사망한 싱타이 지진을 계기로 지구과학자들을 지진 예측 연구에 투입했다. 그러나 지진 예측 연구에 착수한 과학자들은 과거의 지진 분석, 지면 높이나 지전류 추적, 우물 수위나 우물 이상 보고 듣기, 짐승의 이상 행동 등 거의 모든 현상을 추적해 지진 예측을 시도했음에도, 의미 있는 수준으로 장래 지진의 정확한 위치 및 시각을 예보하는 정도에는 이르지 못했다. 지진 경고와 대비 조치는 보통 일반적인 중장기 예측을 기반으로 한 지역 단위 수준에서 이루어졌으며, 교육을 통해 대중의 인식을 재고하거나 계속된 전진 활동에 비추어 지진에 대한 경각심을 올리는 정도에 그쳤다.
그럼에도 불구하고 단기적으로 정확한 지진 예측이 가능하다는 일종의 신화가 1975년 중국에 세워졌는데, 그 계기는 탕산대지진 발생으로부터 약 1년 전에 있었던 1975년 하이청 지진(탕산 동북쪽 약 400 km 지점에서 발생한 지진)이었다. 당시 중국의 지진 예측 방법은 주로 전진을 포함한 여러 지진전조현상을 관찰하는 것으로, 이 방법은 하이청 지진 등 몇몇 지진에서 어느 정도의 성공적인 예측에 이르렀다. 실제로 1975년 하이청 지진은 정부가 대지진의 발생을 예측하여 주민들을 미리 대피시킴으로써 피해를 최소화한 사례로 당시에 알려져 있었다. 하이청 지진은 규모 Ms7.5에 달하는 지진이었음에도 사상사가 거의 발생하지 않았는데, 초기에는 보고된 사망자의 수가 300명 미만으로 "사망자가 거의 없는 수준"이었고, 최종적으로도 사망자의 수는 2,401명에 그침으로써 훗날 수십만 명이 사망한 탕산대지진에 비해 훨씬 적은 수준을 기록했다. 하이청 지진은 정부가 단기적 지진 발생을 예측할 수 있는 역량을 지녔다는 증거가 되었고, "마오쩌둥 사상"에서 영감을 얻은 중국식 지진 예측법의 유효성과 "중국 사회주의 체제의 우월성"을 입증한 사례로써 선전에 활용되었다.
그렇지만 1975년의 하이청은 예측이 상대적으로 쉬운 지진이었다. 이는 중국의 지진학자들이 "자연의 강력한 메시지"라고 부른 전진들이 미리 여럿 발생한 경우였기 때문이다. 또한 하이청 지진은 대부분의 사람들이 일을 하거나 잠에 들지 않아 대피가 용이한 초저녁 시간대에 발생했으므로 사상자 비율이 낮아질 수 있었다. 심지어 지진 발생 30년 후의 조사에 따르면, 하이청 지진에서는 애초에 지진이 임박했다는 공식적인 단기 예측이 없었던 것으로 밝혀졌다. 지진이 임박했다는 비공식적인 소문은 많았지만 그 또한 대부분 과학적 근거가 없는 것이었다.
반면 탕산의 경우에는 운이 좋지 않았다. 많은 지진학자들은 탕산 지진을 예측이 되지 않은 지진이라 부르며, 심지어는 "예측되지 않은 것으로 유명한 지진"이라고도 부르는데, 이는 탕산 지진의 경우 전조 현상이 거의 없어 예측이 시살상 불가능했기 때문이다. 특히 탕산 지진은 하이청 지진과 달리 감지할 수 있는 전진 현상이 전혀 없었으므로, 지진의 예측이 어려웠으며 따라서 대비 조치를 전혀 취하지 않아 피해가 커졌다. 또한 탕산 대지진은 초저녁 시간대에 발생했던 하이청 지진과 달리, 대부분의 사람이 잠든 새벽 시간대에 일어나 훨씬 더 많은 인구가 지진의 충격에 그대로 노출되었다.

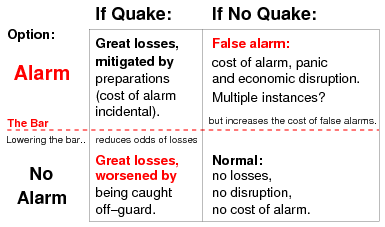
경고의 딜레마: "경고가 너무 많으면" 더 많은 오경보로 이어지며, 이는 경보의 정확성을 낮춘다.

하이청 지진과 달리 관료들이 탕산 지진에서 경고를 내리지 않고 침묵한 이유 중의 하나는 지나치게 많은 양의 '예측'이 있었다. 하이청은 허술하게 지어진 건물들이 즐비한 시골이었으므로, 지진을 미리 예측함으로써 건물붕괴에 의한 추가적 피해를 방지할 수 있는 이득이 컸으며, 한편으로 농업경제가 주된 역할을 하는 농촌이었으므로 예측이 틀려도 경제적 타격이 크지 않았다. 그러나 탕산처럼 고도로 도시화가 진행된 지역에서는 대피에 드는 경제적 비용이 막대할 뿐만 아니라, 예측이 틀릴 경우의 손실이 컸다. 게다가 당시의 '예측'이란 것도 근거가 미약하므로 정확도가 매우 낮았다. 가뭄, 일일 기온, 지자기 변화 등 정확도가 낮아 의심이 가는 이론에 기반하여 단지 몇몇 이상현상을 근거로 지진을 '예측'한다면, 시도 때도 없이 지진이 일어난다는 오경보가 발령될 것이므로 의심스러운 지진 경보가 많았을 것이다. 이런 허술한 이론을 기반으로 한 지진 예측은 그 범위가 너무 광범위해 "수 년 이내에" "베이징, 톈진, 화이라이, 탕산, 보하이, 장자커우 지역에서 규모 M4.0 이상"의 지진이 날 수 있다는 등 두루뭉실한 예보를 냄으로써 대규모 사회적, 경제적 혼란을 가져올 우려가 있었고, 그러한 혼란은 심각한 상황으로도 이어질 수 있었다.
실제로 중국 국가지진국 내 몇몇 사람들은 탕산대지진 발생 전에 베이징과 보하이만 사이 어딘가에 지진이 임박했음을 경고하고 싶어했으며 이에 관하여 여러 차례 회의에서 논의하기도 했다. 그 중 하나는 지진 발생 2주 전인 7월 14일에 탕산에서 일주일 간 열린 지진 예측 및 대비에 관한 전국회의로, 이 회의에서 지진학자 왕청민은 7월 22일에서 8월 5일 사이에 탕산-롼셴 지역에 규모 M5 이상의 지진이 발생할 수 있다고 경고한 것으로 알려져 있다. 하지만 당시에 중국은 문화대혁명의 혼란을 겪고 있었을 뿐만 아니라, 미래에 다가올 대지진이 중국 동부 또는 서부 중 어디에서 일어날 것인지를 두고 국가지진국 내 의견통일이 이루어지지 않았으며, 향후 베이징-탕산 지역에 대지진이 없을 것이라는 결론이 이미 그 해 5월에 내려진 상태였다. 결과적으로 보자면, 중국 서부에서도 탕산 지진 이후 3주만에 규모 M7.2의 대지진이 발생했으므로, 중국 서부에서 지진이 임박했다고 주장한 사람들도 완전히 틀린 것은 아니었다. 지진 전날인 7월 26일 있었던 또 다른 회의에서는 주민들이 놀라지 않도록 경고를 발령하지 말자는 제안도 올라왔다. 한 증언에 따르면, 그날 아침 왕청민은 지진국 지도부에 요청한 긴급 회의에서 차즈위안 부국장으로부터 "우리는 매우 바쁘니, 다음 주에 다시 논의하자."라는 답변을 들었다고 한다. 반대로 부국장의 증언에 따르면, 왕청민은 큰 지진은 없을 것이라고 말했다고 한다. 또 다른 증언에 따르면, 왕청민은 지진 예측에 대해 확실하게 말하지 못하고 더 많은 정보를 모으기 위해 소규모 집단을 보내 지진 전조 현상을 관측하라는 지시를 했다고 전해진다.
잦은 지진 예측으로 인한 문제의 여파는 탕산 지진 이후에 심해졌다. 1976년 8월 타이완의 한 신문에서는 탕산 지진이 "마오쩌둥이 사망할 징조"라고 보도하면서 중국 전체가 지진에 대한 공포에 휩싸였다. 이 때문에 1976년 8월 들어선 약 5억명이 지진 걱정으로 실외에서 잤을 것이란 추정도 있다. 1976년 10월에는 섬서성 정부에서 발령한 오경보로 섬서성 인구의 65%가 반년 간 생업에 지장을 받았다고 하는 등 경제적, 사회적 타격이 컸다. 또한 1976년 가을 당시 중국 전체 인구 9억 3천만명 중 약 4억명이 임시 지진대피소에서 며칠 밤을 지냈다. 이는 지진 예측에 대한 전형적인 딜레마, 즉 지진 가능성의 민감도를 올리면(예측 실패를 줄이면) 오경보의 비율이 함께 오르면서 상당한 사회적 비용이 유발되는 문제에 기인한다.

## 정치적 영향
지진 예측에 내재된 여러 이론적 한계에도 불구하고, 문화대혁명을 거치며 "지진 예측이 가능하다는 믿음"은 중국에서 진정한 당의 노선을 따르는 사람과 우익 변질자를 구분하는 정통이념의 요소가 되었으며, 지진 예측의 타당성을 의심하는 자를 비판하는 것은 의무가 되었다. 중국공산당이 지진에 대해 깊게 우려하던 배경에는 천명이라는 중국의 오래된 사고방식이 자리잡고 있었다. 중국 전통신앙에서 자연재해란 '천'(天)의 자연질서에 혼란이 발생하여 일어나는 것이므로, 지진의 발생은 정부의 정당성인 일명 천명이라는 암묵적인 개념을 상실시킬 수 있다는 집단적 우려가 중국공산당 내에도 자리잡고 있었던 것이다. 이런 생각은 탕산 지진 발생 불과 3주후 중국 서남부에서 규모 M6.7의 대지진이 일어나면서 더욱 강조되었다.
따라서 중국 정부는 지진 발생 이전 지속적인 대중의 지진교육 정책으로 정부가 지진재해에 대해 우려하고 있음을 보여주었으며, 지진 발생 직후 신속하고 대대적인 대응을 펼쳐 전국적인 자원을 활용해 산업 피해를 어느 정도 완화하고 정상 생산까지 복구를 이루었다. 그러나 이는 지원이 부족했던 당대에, 재난 피해민, 특히 빈곤층이 겪은 심각한 어려움과 대조되었다. 심지어 중국 정부가 탕산 지진 직후 구호 작전을 개시하였음에도, 외국의 영향력을 두려워하고 거부하는 일부 세력이 "자강"을 명목으로 국제사회 지원 요청을 거부하기도 했다. 당시 사인방의 일원이자 정치국 위원이었던 야오원위안은 "재난 구호가 덩샤오핑을 비판하는 언론을 압박하는 빌미가 될 수는 없다. 탕산 지진으로 사망한 사람은 몇십만 명에 불과한데 무슨 큰일인가? 덩샤오핑을 비판하는 것은 8억명 중국 인민의 문제이다."라고 말하기도 했다.
마오쩌둥은 탕산 지진 발생 당시 이미 병환으로 누워 있었다. 마오쩌둥은 지진 발생 6주 후인 1976년 9월 9일 사망했고, 이는 사인방의 몰락과 문화대혁명의 종식으로 이어졌다.

## 타 지진과의 비교
공식적으로 사망자 242,419명이 나온 탕산 지진을 타 지진과 비교하는 일은 통계의 불확실성 때문에 문제가 될 수 있다. 예를 들어 1556년 가정대지진(규모 약 M8로 추정)은 중국의 사서 기록에 따르면 83만명이 사망한 역사상 가장 사망자가 많은 지진으로 기록되어 있다. 하지만 한 중국 측 출처에 따르면 지진 자체로 발생한 사망자는 약 53만명에 불과하며 나머지 수는 지진 이후 기근, 질병 등 2차적인 원인으로 사망한 모든 사람까지 포함하고 지진으로 경제가 붕괴되어 난민이 되어 원래 살던 지역을 떠나 유량민으로 집계가 되지 않은 모든 인구 감소를 포함한 수치라고 주장한다. 또 다른 중국 측 출처에서는 직접적인 출처는 명시하지 않고 가정대지진의 직접적인 사망자는 약 10만명이며 나머지 70만명 가량이 질병, 기근 등으로 사망한 사람이라고 집계했다. 따라서 어떤 기준을 따르냐에 따라 탕산 지진은 가정대지진의 약 1/3~1/2 사망자거나 2배의 사망자로 계산이 달라질 수 있다.
역사상 사망자가 가장 많은 지진으로 알려진 상위 5개 지진은 규모가 M7~9대 사이로 전부 탕산 지진보다는 사망자수가 적다.
- 1138년 알레포 지진: 규모 미상, 사망자 약 23만명[142]
- 2004년 인도양 지진해일: 규모 M9.1, 사망자 227,898명으로 대부분 쓰나미 사망자이다.[143][144][145]
- 2010년 아이티 지진: 규모 M7.0, 사망자 10만명~316,000명[146][147][148]
- 1920년 하이위안 지진: 규모 M7.8, 사망자 200,000~273,400명[149][150]
- 856년 담간 지진: 규모 미상, 사망자 약 20만명

그 외 20세기에 발생한 사망자가 많은 지진에는 다음이 있다.
- 1923년 간토 대지진: 규모 M7.9, 사망자 142,800명으로 대부분 화재 사망자이다.
- 1948년 아시가바트 지진: 규모 M7.3, 사망자 11만명

지진 대비는 매우 미약했지만 타 지진에 비해 탕산 지진은 화재, 쓰나미, 산사태, 강의 자연댐이나 제방 붕괴로 인한 홍수 등 일반적인 2차 피해가 발생하지 않았다. 탕산 바로 북쪽에 있는 대형 저수지를 막고 있는 댐도 큰 피해를 입긴 했지만 붕괴되지 않았다. 톈진과 베이징 일부 외곽 지역의 여러 댐도 붕괴되지 않았다.
중국 정부의 즉각적이고 대규모 대응으로 처음 이틀간 수천명이 구조되었고(이후 사망률이 급격히 증가) 깨끗한 물, 식량, 공중보건 문제에 대해서도 관심이 있어 재난 이후 퍼지는 전염병과 기근 사망자도 매우 적었다.

## 기념과 추모

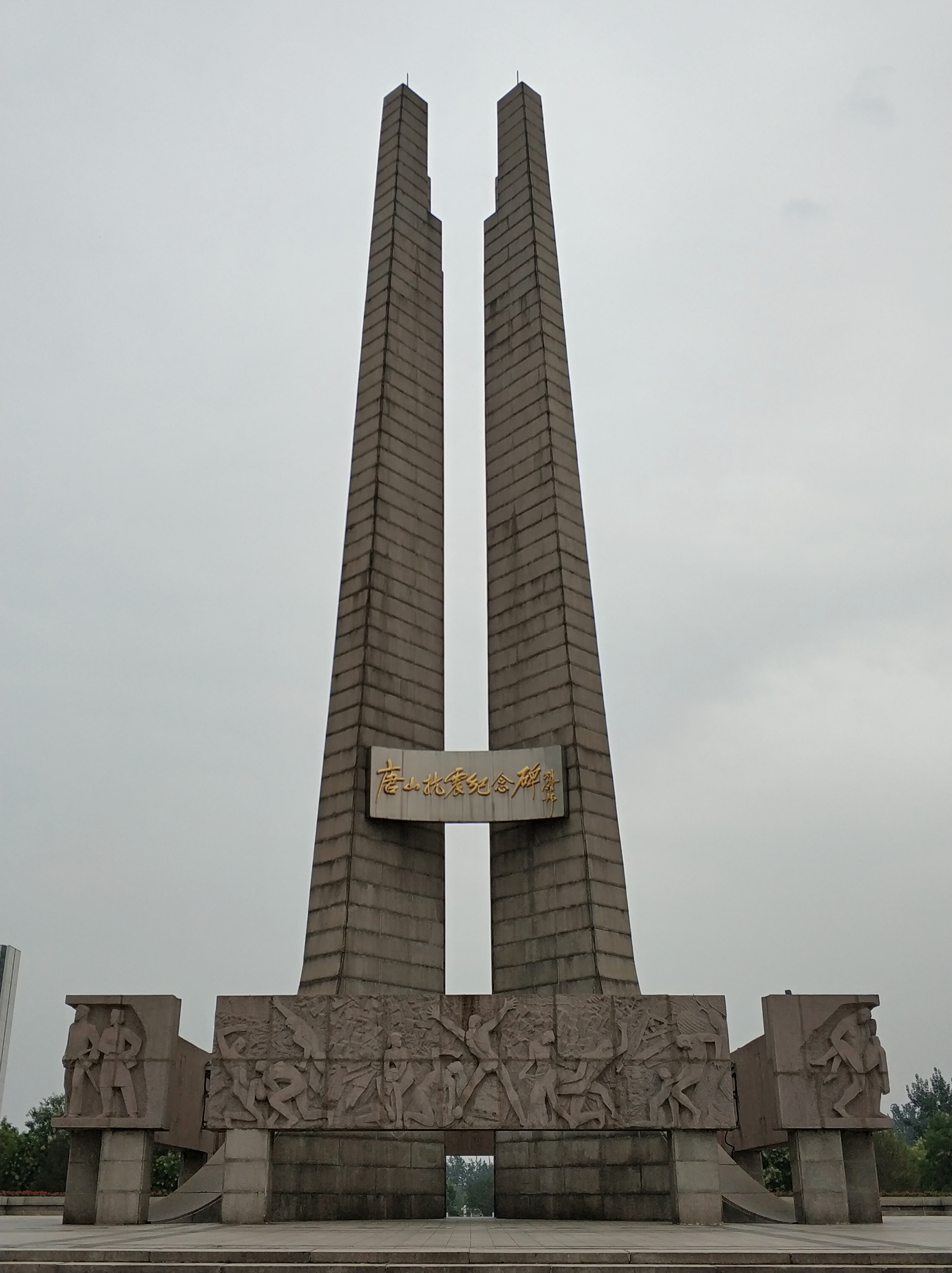
탕산시에 있는 탕산항진기념비의 모습

1985년 중화인민공화국 국무원은 탕산에 총 7곳의 지진유적지 보존을 승인해 탕산대지진유적으로 지정했고, 이 중 2곳이 나중에 철거되었다.
2008년 7월에는 탕산시에 지진 추모벽과 관련 추모시설이 있는 탕산지진유지기념공원이 완공, 개관했다.
중국에 현존하는 탕산 지진 관련 기념비는 두 곳이 있다.
- 탕산항진기념비(탕산시 소재)
- 톈진시항진기념비(톈진시 소재)

## 영화
2010년 7월 22일에는 중국의 영화감독 펑샤오강이 만든 탕산 지진에 관한 영화 《대지진》이 중국에 개봉되었다.

## 같이 보기
- 중국의 지진 목록
- 1976년 지진
- 탕산지진유지기념공원

## 참고 문헌
- ANSS, 〈Sichuan 1976〉, 《Comprehensive Catalog》, U.S. Geological Survey
- Bo, Zhiyue (2010), 〈Chapter 7, Sichuan Earthquake〉, 《China's Elite Politics: Governance and Democratization》, Series on Contempoary China 19, ISBN 978-981-283-672-4.

- Butler, Rhett; Stewart, Gordon S.; Kanamori, Hiroo (February 1979), “The July 27, 1976 Tangshan, China earthquake—A complex sequence of intraplate events” (PDF), 《Bulletin of the Seismological Society of America》 69 (1): 207–220, Bibcode:1979BuSSA..69..207B, doi:10.1785/BSSA0690010207, S2CID 140609618.

- Cha, Chi-Yuan (August 1976), 〈General Conditions of Earthquake Studies and Actions in China〉 (PDF),   Muller, Paul M., 《Proceedings of Lectures by the Seismological Delegation of the PRC》, Special Report 43-32, Jet Propulsion Laboratory, 5–11쪽. English translation by JPL of a lecture originally published in 1976 in a special issue of the Journal of the Seismological Society of Japan (in Japanese).

- Chen, Yong; Tsoi, Kam-Ling; Chen, Feibi; Gao, Zhenhuan; Zou, Qijia; Chen, Zhangli, 편집. (1988), 《The Great Tangshan Earthquake of 1976: An Anatomy of Disaster》, Oxford: Pergamon Press, 153쪽, ISBN 978-0080348759, LCCN 88005916.

- Chen, Qi-Fu; Wang, Kelin (November 2010), “The 2008 Wenchuan Earthquake and Earthquake Prediction in China”, 《Bulletin of the Seismological Society of America》 100 (5B): 2840–2857, Bibcode:2010BuSSA.100.2840C, doi:10.1785/0120090314.

- Chinese Earthquake Administration (2009년 5월 5일), “二十世纪以来死亡人数最多的地震” [The most deadly earthquake since the twentieth century].

- Chu, Fung-Ming (August 1976), 〈Outline of Prediction and Forecast of Haicheng Earthquake of M=7.3〉 (PDF),   Muller, Paul M., 《Proceedings of Lectures by the Seismological Delegation of the PRC》, Special Report 43-32, Jet Propulsion Laboratory, 11–19쪽. English translation by JPL of a lecture originally published in 1976 in a special issue of the Journal of the Seismological Society of Japan (in Japanese).

- Dong, Guangjian; Wang, Yuren (2002), 〈Repair and Recovery of the Douhe Reservoir〉 (PDF),   Housner, George W.; He, Duxin, 《The Great Tangshan Earthquake of 1976》 3, Pasadena, California: Earthquake Engineering Research Laboratory, California Institute of Technology, 781–786쪽.

- Geller, Robert J. (December 1997), “Earthquake prediction: a critical review” (PDF), 《Geophysical Journal International》 131 (3): 425–450, Bibcode:1997GeoJI.131..425G, doi:10.1111/j.1365-246X.1997.tb06588.x[깨진 링크].

- Golany, Gideon S. (1992), 《Chinese Earth-Sheltered Dwellings: Indigenous Lessons for Modern Urban Design》, University of Hawaii Press, ISBN 978-0-8248-1369-7.

- Guo, Lei; Qian, Jiawei; Zhang, Suxin; Zhou, Yi; Wang, Xiang (2022), “Seismicity and velocity structure of the 2020 Ms 5.1 Tangshan earthquake”, 《Journal of Seismology》 26 (2): 359–371, Bibcode:2022JSeis..26..359G, doi:10.1007/s10950-022-10073-0, S2CID 246654390.

- Guo, Shunmin (2002), 〈Occurrence of the Tangshan Earthquake from the View of Fault Block Movement〉,   Housner, George W.; He, Duxin, 《The Great Tangshan Earthquake of 1976》 1, Pasadena, California: Earthquake Engineering Research Laboratory, California Institute of Technology, 24–47쪽.

- Hammond, Allen L. (1976년 5월 7일), “Earthquakes: An evacuation in China, a warning in California”, 《Science》 192 (4239): 538–539, Bibcode:1976Sci...192..538H, doi:10.1126/science.192.4239.538, PMID 17745640.

- Housner, George W.; He, Duxin, 편집. (2002), 〈Overview Volume〉 (PDF), 《The Great Tangshan Earthquake of 1976》, Pasadena, California: Earthquake Engineering Research Laboratory, California Institute of Technology. English translation of the Chinese report of 1986.

- Hou, Jian-Jun; Han, Mu-Kang; Chai, Bao-Long; Han, Heng-Yue (May 1998), “Geomorphological observations of active faults in the epicentral region of the Huaxian large earthquake in 1556 in Shaanxi Province, China”, 《Journal of Structural Geology》 20 (5): 549–557, Bibcode:1998JSG....20..549H, doi:10.1016/S0191-8141(97)00112-0.

- International Commission on Earthquake Forecasting for Civil Protection (2011년 5월 30일), “Operational Earthquake Forecasting: State of Knowledge and Guidelines for Utilization”, 《Annals of Geophysics》 54 (4): 315–391, doi:10.4401/ag-5350, hdl:20.500.11820/6552f865-6e59-47f1-a5ec-b7446bfd1a82, S2CID 129825964.

- 국제지진센터, 《ISC-EHB Bulletin》, Thatcham, United Kingdom

- Jennings, Paul C. (1980), 〈Chapter 4: Report on the Tangshan Earthquake〉, 《Earthquake Engineering and Hazards Reduction in China: A Trip Report of the American Earthquake Engineering and Hazards Reduction Delegation》, National Academy of Sciences, 69–133쪽, ISBN 978-0-309-02937-7.

- Kerr, Richard (1979년 11월 2일), “Prospects for Earthquake Prediction Wane”, 《Science》 206 (4418): 542–545, Bibcode:1979Sci...206..542K, doi:10.1126/science.206.4418.542, PMID 17759414.

- Kusky, Timothy M.; Li, Jianhai (December 2003), “Paleoproterozoic tectonic evolution of the North China Craton”, 《Journal of Asian Earth Sciences》 22 (4): 383–397, Bibcode:2003JAESc..22..383K, doi:10.1016/S1367-9120(03)00071-3.

- Kusky, Timothy M.; Windley, B. F.; Zhai, M.-G. (2007),  Zhai, M.-G.; Windley, B. F.; Kusky, T. M.; Meng, Q. R., 편집., “Tectonic evolution of the North China Block: from orogen to craton to orogen” (PDF), 《Mesozoic Sub-Continental Lithospheric Thinning Under Eastern Asia》, Special Publications 280 (Geological Society) 280 (1), 1–34쪽, Bibcode:2007GSLSP.280....1K, doi:10.1144/SP280.1, S2CID 129902429.

- Li, Lisa Yinghong (2016), 〈Chapter 21: Experiencing Disasters in Two Places: China's 1976 Tangshan Earthquake and Japan's 2011 Earthquake, Tsunami, and Nuclear Radiation〉,   Karan, Pradyumna P.; Suganuma, Unryu, 《Japan after 3/11: Global Perspectives on the Earthquake, Tsunami, and Fukushima Meltdown》, University Press of Kentucky, 417–431쪽, ISBN 978-0-8131-6730-5.

- Liao, Shuqiao; Gu, Zuoqin (2002), 〈Damage to Railway Engineering〉 (PDF),   Housner, George W.; He, Duxin, 《The Great Tangshan Earthquake of 1976》 1, Pasadena, California: Earthquake Engineering Research Laboratory, California Institute of Technology, 1–59쪽.

- 林[Lin], 泉 [Quan] (1982),  地球的震撼 [The Earth's Shock] (중국어), Beijing, China: 中国地震出版社 [Seismological Press].

- Lomnitz, Cinna; Lomnitz, Larissa (1978년 1월 12일), “Tangshan 1976: a case history in earthquake prediction”, 《Nature》 271 (5641): 109–111, Bibcode:1978Natur.271..109L, doi:10.1038/271109a0.

- Malcolm, Andrew H. (1977년 6월 2일), “Chinese Disclose That 1976 Quake Was Deadliest in Four Centuries”, 《New York Times》, 1쪽.

- Mao, Yingsheng; Liang, ZhiJiang; Cui, Fuwen (2002), 〈Lightly Damaged Bridges in the High Intensity Earthquake Zone〉,   Housner, George W.; He, Duxin, 《The Great Tangshan Earthquake of 1976》 3, Pasadena, California: Earthquake Engineering Research Laboratory, California Institute of Technology, 231–242쪽.

- Mi, Enli (2002), 〈The Repair and Restoration of the Kailuan Coal Mine〉 (PDF),   Housner, George W.; He, Duxin, 《The Great Tangshan Earthquake of 1976》 3, Pasadena, California: Earthquake Engineering Research Laboratory, California Institute of Technology, 747–764쪽.

- Palmer, James (2012), 《Heaven Cracks, Earth Shakes: The Tangshan Earthquake and the Death of Mao's China》, Basic Books, ISBN 978-0-465-01478-1.

- “Southern Liaoning: Results of earthquake prediction and forecasting” (PDF), 《Peking Review》 18 (12), 1975년 3월 21일, 20–21쪽

- Pelling, Mark; Dill, Kathleen (2006), “'Natural' Disasters as Catalysts of Political Action” (PDF), 《Burmalibrary.org》, ISP/NSC Briefing paper.

- Peng, Funan (June 2008), “The success of the prediction of Haicheng earthquake and the negligence of the Tangshan earthquake”, 《Engineering Sciences》 6 (2): 9–18, 2018년 8월 5일에 원본 문서에서 보존된 문서, 2018년 8월 5일에 확인함.

- Press, Frank; Bullock, Mary; Hamilton, Robert M.; Brace, William F.; Kisslinger, Carl; Bonilla, Manuel G.; Allen, Clarence C.; Sykes, Lynn R.; Raleigh, C. Barry; Knopoff, Leon; Clough, Ray W.; Hofheinz, Roy (1975), “Earthquake Research in China”, 《Eos, Transactions, American Geophysical Union》 56 (11): 838–881, Bibcode:1975EOSTr..56..838., doi:10.1029/EO056i011p00838. The "American Seismological Delegation".

- Qian, Denggao; Zhu, Chendong (2002), 〈Emergency at the Baihe River Main Dam on the Miyuan Reservoir〉 (PDF),   Housner, George W.; He, Duxin, 《The Great Tangshan Earthquake of 1976》 3, Pasadena, California: Earthquake Engineering Research Laboratory, California Institute of Technology, 787–791쪽.

- Raleigh, C. B.; Bennett, G.; Craig, H.; Hanks, T.; Molnar, P.; Nur, A.; Savage, J.; Scholz, C.; Turner, R.; Wu, F. (May 1977), “Prediction of the Haicheng earthquake”, 《Eos, Transactions, American Geophysical Union》 58 (5): 236–272, Bibcode:1977EOSTr..58..236., doi:10.1029/EO058i005p00236.The Haicheng Earthquake Study Delegation.

- Scholz, Christopher (March 1997), “What Ever Happened to Earthquake Prediction?”, 《Geotimes》 42 (3).

- Shen, Ersong (2002), 〈Repair of the Tangshan Municipal Water Supply System and Recovery of the Water Supply〉,   Housner, George W.; He, Duxin, 《The Great Tangshan Earthquake of 1976》 3, Pasadena, California: Earthquake Engineering Research Laboratory, California Institute of Technology, 819–822쪽.

- Spence, Jonathan (1991), 《The Search for Modern China》, W. W. Norton & Company, ISBN 978-0-393-30780-1.

- Spignesi, Stephen J. (2005), 〈Chapter 15: The 1976 Tangshan, China, Earthquake〉, 《Catastrophe!: The 100 Greatest Disasters of All Time》, Citadel Press, ISBN 978-0-8065-2558-7.

- 《State Council Document No. 69》, 1974년 6월 29일, 2010년 4월 21일에 원본 문서에서 보존된 문서, 2011년 3월 21일에 확인함.

- Stoltman, Joseph P.; Lidstone, John; Dechano, M. Lisa. (2004), 《International Perspectives on Natural Disasters》, Springer Publishing, ISBN 978-1-4020-2850-2.

- Wang, Kelin; Chen, Qi-Fu; Sun, Shihong; Wang, Andong (June 2006), “Predicting the 1975 Haicheng Earthquake” (PDF), 《Bulletin of the Seismological Society of America》 96 (3): 757–795, Bibcode:2006BuSSA..96..757W, doi:10.1785/0120050191.

- Wang, Ru-diao (February 2007), “Questioning about that "830 Thousand People Died" in the 1556 Huaxian Earthquake”, 《Earthquake Research in Shanxi》 2: 42–46, ISSN 1000-6265, 2018년 12월 6일에 원본 문서에서 보존된 문서, 2018년 12월 5일에 확인함.

- Wang, Zixing; Cui, Xifu; Liu, Keren (2002), 〈Disaster Relief After the Tangshan Earthquake〉 (PDF),   Housner, George W.; He, Duxin, 《The Great Tangshan Earthquake of 1976》 3, Pasadena, California: Earthquake Engineering Research Laboratory, California Institute of Technology, 747–764쪽.

- Whitham, K.; Berry, M.J.; Heidebrecht, A.C.; Kanasewich, E.R.; Milne, W.G (1976), “Earthquake Prediction in China”, 《Geoscience Canada》 3 (4): 96, 263–268.

- Xie, Lili; Qu, Zhe (January 2018), “On civil engineering disasters and their mitigation” (PDF), 《Earthquake Engineering and Engineering Vibration》 17 (1): 1–10, Bibcode:2018EEEV...17....1X, doi:10.1007/s11803-018-0420-6, S2CID 116230669.

- Xiao, Yuefan (October 2013), 《The Politics of Crisis Management in China [dissertation]》 (PDF).

- Xing, Jiaming; Zou, Baoshan (2002), 〈Geomorphologic Characteristics in the Beijing–Tianjin–Tangshan Area and Their Relation with Tectonic Activity〉 (PDF),   Housner, George W.; He, Duxin, 《The Great Tangshan Earthquake of 1976》 1, Pasadena, California: Earthquake Engineering Research Laboratory, California Institute of Technology, 85–98쪽.

- 唐山地震纪念墙上的新名字：每个名字，都是一块墓碑 [The new name on the Tangshan earthquake memorial wall: each name is a tombstone] (중국어), Xinhua News Agency, 2017년 7월 29일, 2019년 2월 7일에 원본 문서에서 보존된 문서, 2019년 2월 27일에 확인함

- Xu, Wei (2002), 〈Earthquake Intensity Distribution in the City of Beijing〉 (PDF),   Housner, George W.; He, Duxin, 《The Great Tangshan Earthquake of 1976》 1, Pasadena, California: Earthquake Engineering Research Laboratory, California Institute of Technology, 241–243쪽.

- Yang, Lihua (2002a), 〈Geologic-Tectonic Background and Seismogenic Structure of the Tangshan Earthquake〉 (PDF),   Housner, George W.; He, Duxin, 《The Great Tangshan Earthquake of 1976》 1, Pasadena, California: Earthquake Engineering Research Laboratory, California Institute of Technology, 85–98쪽.

- Yang, Lihua (2002b), 〈Distribution and Ground Failure Intensity Distribution of the Tangshan Earthquake〉 (PDF),   Housner, George W.; He, Duxin, 《The Great Tangshan Earthquake of 1976》 1, Pasadena, California: Earthquake Engineering Research Laboratory, California Institute of Technology, 171–183쪽.

- Yao, Binghua (2002), 〈Earthquake Damage Distribution in the City of Beijing〉 (PDF),   Housner, George W.; He, Duxin, 《The Great Tangshan Earthquake of 1976》 1, Pasadena, California: Earthquake Engineering Research Laboratory, California Institute of Technology, 244–248쪽.

- Yeoh, Emile Kok-Kheng (October 2010), “Changing China: Three Decades of Social Transformation”, 《International Journal of China Studies》 1 (2): 239–308, ISSN 2180-3250.

- Zhao, Yucheng (2002), 〈Earthquake Damage to Shafts and Roadways in Kailuan〉 (PDF),   Housner, George W.; He, Duxin, 《The Great Tangshan Earthquake of 1976》 2, Pasadena, California: Earthquake Engineering Research Laboratory, California Institute of Technology, 625–645쪽.

- Zhu, Chuanzhen (2002), 〈Seismic Activity in Tangshan and its Surrounding Areas〉 (PDF),   Housner, George W.; He, Duxin, 《The Great Tangshan Earthquake of 1976》 1, Pasadena, California: Earthquake Engineering Research Laboratory, California Institute of Technology, 1–23쪽.

- Liu, Zhen (2020년 7월 12일), 《Chinese city of Tangshan hit by magnitude 5.1 quake, stirring memories of 1976 tragedy》, South China Morning Post, 2020년 10월 11일에 확인함.

- Chen, Yuxuan; Liu, Mian; Wang, Hui (2021), “Aftershocks and Background Seismicity in Tangshan and the Rest of North China”, 《Journal of Geophysical Research: Solid Earth》 126 (5): 625–645, Bibcode:2021JGRB..12621395C, doi:10.1029/2020JB021395, S2CID 234848679.

- 루시 존스 (2020년 4월 27일).  권예리; 홍태경, 편집. 《재난의 세계사》. 눌와. ISBN 979-11-89074-17-3.

## 추가 읽기
- Qian Gang. The Great China Earthquake. Beijing: Foreign Languages Press, 1989. ISBN 0835122271.
- James Palmer. Heaven Cracks, Earth Shakes: The Tangshan Earthquake and the Death of Mao's China. New York: Basic Books, 2011. ISBN 978-0-465-01478-1 (hardcover alk. paper) 9780465023493 (ebk. alk. paper).
- Report on The Great Tangshan Earthquake of 1976 보관됨 2013-05-04 - 웨이백 머신: English translation of an extensive Chinese report from 1986.
- Knotts, Joey (2019년 12월 5일). “Beijing Tremors a Ghostly Reminder of Catastrophic 1976 Tangshan Quake”. 《The Beijinger》.
- 《一九七六年唐山地震》，國家地震局編輯組 編，地震出版社1982年8月初版
- 《唐山大地震》，錢鋼 著，解放軍文藝出版社1986年4月初版，香港新秀出版社1986年8月初版
- 《唐山大地震》，錢鋼 著，香港中華書局1996年7月初版，ISBN 962-231-872-X
- 《唐山大地震》（增訂圖文本），錢鋼 著，香港中華書局2004年11月初版，ISBN 962-8820-60-5
- 《唐山大地震（三十周年紀念版）》，錢鋼 著，當代中國出版社2005年5月初版，ISBN 7-80170-385-5
- 《唐山警世錄：七‧二八大地震漏報始末》張慶洲 著，上海人民出版社2006年1月初版，ISBN 7-208-06038-X 本書因揭露地震漏報事宜，在唐山大地震30周年前夕遭中宣部封殺，餘刊禁止銷售
- 《唐山警世錄：七‧二八大地震漏報始末》張慶洲 著，香港星克爾出版有限公司2006年8月初版，ISBN 988-98295-7-6
- 《唐山大地震親歷記》馮驥才、陳建功著，團結出版社2001年3月初版，ISBN 7-105-03139-5
- 《四天四夜：唐山大地震之九死一生》李潤平 著，對外經濟貿易大學出版社2006年3月初版，ISBN 7-81078-645-8
- 《真相終見天日》胡化 著，載於明報月刊2006年7月號
- 《我們為甚麼未能預報唐山地震》原國家地震局副局長查志元著，載於明報月刊2006年8月號
- 《正視歷史是最好的紀念─唐山地震臨震漏報事件之我見》錢鋼 著，出處同上
- 《唐山大地震》（特別增訂本），錢鋼 著，香港中華書局2008年10月初版，ISBN 978-962-231-045-2
- 《從失學少年到太空科學家：劉漢壽回憶錄》- 第15章、衛星漏報中國唐山大地震之歷史真相，作者：劉漢壽，出版社：秀威資訊，出版日期：2010年5月1日，ISBN 978-986-221-440-4